# 罗章
罗章（1905年—1993年），中国人民解放军将领、中国人民解放军开国少将。
曾任中国人民解放军新疆军区军事法院院长。1955年，授予中国人民解放军少将。